# Тери Прачет
Теренс Дејвид Џон Прачет (енгл. Terence David John Pratchett; Биконсфилд, 28. април 1948 — Броуд Чолк, 12. март 2015), такође познат и као Птери, био је енглески писац, најпознатији по својој серији књига о Дисксвету.

## Биографија
Прво Прачетово објављено дело била је кратка прича "The Hades Business", објављена у школском часопису када је имао 13 година, а затим објављена у часопису Сајенс фантази, 1961. године за што је добио 14 фунти.
Његово следеће објављено дело је било "Night Dweller" у часопису Њу Ворлдс у броју 156, новембра 1965.
Када је напустио школу, 1965, запослио се као новинар у локалним новинама, Бакс фри прес ("Почео сам да радим једног јутра, и видео сам први леш три сата касније, 'каљење-на-послу' је значило нешто оних дана").
Док је радио као новинар, послат је да интервјуише Питера Бандера ван Дурена, кодиректора мале издавачке фирме у Џерардс Кросу, Бакингемшир, Колин Смајти Лимитед, о новој књизи коју је фирма издала. Прачет је тада поменуо да је и он написао једну новелу, The Carpet People и потписан је уговор између њега и издавача.
Године 1980. постао је портпарол CEGB, компаније за производњу електричне енергије, и то у сектору који је покривао неколико нуклеарних електрана; касније се шалио да је показао непогрешив осећај за време што је направио ову промену у каријери убрзо после нуклеарне несреће на Острву Три Миље у САД.
Напустио је CEGB 1987. када је схватио да пишући може да заради много више новца; таку му се број објављених књига повећао на две годишње. Процењује се да је 1% свих књига из жанра фикције које се продају у Британији написао Прачет, мада је ово израчунато пре успеха књига Џ. K. Роулинг о Харију Потеру.
Године 1998. добио је Орден Британске Империје (Order of the British Empire) за заслуге у литератури. У свом стилу се нашалио: „Претпостављам да се 'заслуге у литератури' састоје у уздржавању од писања литературе."
Децембра 2007. године Прачет је објавио да пати од Алцхајмерове болести.

## Дисксвет
Серија о Дисксвету се састоји од 41 књиге, а ради се о серијалу хумористичке фантастике где се пародирају догађаји у дискоидном свету који ротира на леђима четири велика слона која стоје на огромној корњачи, која се зове Велики А'Туин и плива кроз васиону. Главне теме пародије укључују многе научно-фантастичне стереотипе, ликове из фантазије, идеје и алузије на филмове Ингмара Бергмана, Аустралију, Кину, прављење филмова, новинско издаваштво, рокенрол музику, религију, филозофију (углавном грчку), египатску историју, трговинске уније, монархију и много тога другог.

### Сродна дела
Заједно са математичарем Ијаном Стјуартом и научником Џеком Коеном, Прачет је написао књиге Наука Дисксвета (1999) и Наука Дисксвета II: Глобус (2002). Трећа књига у серији, Наука Дисксвета III: Дарвинов часовник, објављена је у мају 2005. године.

## Адаптације
- Филмови
  - Боја магије, Деда Прас и Пошташавили као дводелни ТВ серијали у адаптацији канала Скај 1 (Sky 1)
- Стрипови
  - Боја магије, Светлост чудесног, Морт и Стража! Стража! су адаптирани у цртане романе.
- Позориште
  - Стивен Бригс је неколико Прачетових романа адаптирао у представе, а многи сценарији су објављени у форми књига. Међу њима су:
    - Wyrd Sisters: The Play (1996)
    - Mort: The Play (1996)
    - Johnny and the Dead (1996) (non-Discworld)
    - Guards! Guards!: The Play (1997)
    - Men at Arms: The Play (1997)
    - Maskerade (1998)
    - Interesting Times (2002)
    - The Truth (2002)
- Анимација
  - Сестре по метли (Wyrd Sisters) и Душевна музика (Soul Music) су такође адаптиране у анимиране приче од стране Косгроув Хол Филмс (Cosgrove Hall Films) за Канал 4.
- Радио
  - Стража! Стража! и Сестре по метли су прерађене у серијале а The Amazing Maurice and his Educated Rodents је обрађена као деведесетоминутна представа у режији Радија 4, ББС.

Прва издања раних књига о Дисксвету која су добро очувана сада много вреде - прво британско издање књиге Боја магије у тврдим корицама сада вреди преко 2000 фунти (4.500 примерака је одштампано у штампарији St Martin's Press, у Америци, од чега је 506 продато у Британији у издању куће Колин Смајти, и стога су права реткост!), док Светлост чудесног вреди 1000-1500 фунти.
Заинтересовани чак могу да постану ликови у некој од следећих књига о Дисксвету. Обично се имена ликовима који се појављују у књигама дају по људима који се за ту привилегију надмећу на добротворним аукцијама.
Насловне стране свих књига о Дисксвету које су се продавале у Уједињеном Краљевству до 2001. радио је Џош Кирби.
Види такође: Дисксвет, Ликови Дисксвета

## Остале Прачетове књиге
- Strata (Мада је радња ове књиге смештена на свет у облику диска, овај роман је пре пародија на књигу Ringworld Ларија Нивена (Larry Niven)) (Colin Smythe, 1981)
- The Dark Side of the Sun (Colin Smythe, 1976)
- The Carpet People (Прачетов први роман, знатно измењен и поново објављен након што је постао славан) (Colin Smythe, 1971)
- Трилогија дечјих књига (познатих као The Bromeliad):
  - Камионци
  - Булдожерци
  - Крилци
- Good Omens (у сарадњи са Нилом Гејманом)
- The Unadulterated Cat (са Грејом Џолифијем. Омаж правим мачкама)
- трилогија дечјих књига о Џонију Максвелу (Johnny Maxwell), који види мртве људе, ванземаљце и разне друге бизарне ствари:
  - Only You Can Save Mankind
  - Johnny and the Dead
  - Johnny and the Bomb
- Once More* *With Footnotes - колекција чланака, увода и кратких прича у издању NESFA.

## Остале књиге са Прачетовим доприносима
- Meditations on Middle-Earth (2002)
- The Leaky Establishment Дејвида Лангфорда (David Langford, новије реиздање за које је Прачет написао предговор.

## Дела о Прачету
Прачетове књиге су, што је необично за сам жанр, углавном добијале добре критике. Есеји о његовим делима сакупљени су у књизи, Terry Pratchett: Guilty of Literature?, аутора Ендру М. Батлер (Andrew M. Butler), Едварда Џејмса (Edward James) и Фаре Мендлесон (Farah Mendlesohn), у издању Science Fiction Foundation 2000.

## Интернет
Прачет је један од првих писаца који су преко Интернета комуницирали са својим обожаватељима и био је сарадник Јузнет (Usenet) њуз групе alt.fan.pratchett преко десет година.

## Утицај
Прачет је значајно утицао на многе писце. Британски писац, Сем Смит често понавља како му је главни циљ да напише серију књига по стилу сличних оној о Дисксвету.
Термин „прачетско“ скован је да би описао оне који покушавају да копирају Прачетов хумористички стил.
Тери Прачет не крије спољашње утицаје на своја дела; у ствари, они су главни извор хумора. Он узима бројне карактере из популарне културе, али увек дода неки неочекивани аспект. Ове алузије су прилично реалне и на сајтовима Прачетових фанова постоје листе свих познатих алузија.

## Заштитни знаци
Поред карактеристичног стила писања, Прачет је познат по коришћењу фуснота у својим књигама. На пример;
'Открили су да је, уместо да га учине нормалним, лакше учинити да халуцинира да је нормалан.*
'*Ово је честа халуцинација, коју дели већина људи.'